# Гонзаге Ван Дорен
Гонзаге Ван Дорен (нід. Gonzague Van Dooren, нар. 19 серпня 1979, Мускрон) — бельгійський футболіст, що грав на позиції захисника.
Виступав, зокрема, за клуби «Стандард» (Льєж) та «Генк».

## Ігрова кар'єра
Народився 19 серпня 1979 року в місті Мускрон. Вихованець футбольної школи клубу «Мускрон». Дорослу футбольну кар'єру розпочав 1996 року в основній команді того ж клубу, в якій провів чотири сезони, взявши участь у 78 матчах чемпіонату. 
Протягом 2000—2001 років захищав кольори клубу «Льєрс».
Своєю грою за останню команду привернув увагу представників тренерського штабу клубу «Стандард» (Льєж), до складу якого приєднався 2001 року. Відіграв за команду з Льєжа наступні чотири сезони своєї ігрової кар'єри. Більшість часу, проведеного у складі «Стандарда», був основним гравцем захисту команди.
У 2005 році уклав контракт з клубом «Генк», у складі якого провів наступні три роки своєї кар'єри гравця. 
Протягом 2008—2009 років знову захищав кольори клубу «Мускрон».
Завершив ігрову кар'єру у команді «Льєрс», у складі якої вже виступав раніше. Повернувся до неї 2010 року, захищав її кольори до припинення виступів на професійному рівні у 2012 році.